# The Sphere
The Sphere (tên chính thức là Große Kugelkaryatide N.Y., còn gọi là Quả cầu Trung tâm Thương mại Thế giới, hay Quả cầu Koenig) là một tác phẩm điêu khắc bằng đồng lớn, do nghệ sĩ người Đức Fritz Koenig sáng tạo.
Đây là tác phẩm điêu khắc bằng đồng lớn nhất thế giới thời hiện đại, từng nằm giữa hai tòa tháp đôi ở Quảng trường Austin J. Tobin thuộc Trung tâm Thương mại Thế giới tại New York từ năm 1972 cho đến khi xảy ra vụ tấn công ngày 11 tháng 9. Tác phẩm nặng hơn 20 tấn và là tác phẩm nghệ thuật duy nhất còn nguyên vẹn sau khi tháp đôi sụp đổ. Sau đó, người ta tháo rời và cất giữ tác phẩm gần một nhà chứa tại Sân bay Quốc tế John F. Kennedy. Tác phẩm này cũng là chủ đề trong bộ phim tài liệu Koenig's Sphere phát hành năm 2001. Kể từ đó, quả cầu này trở thành một biểu tượng tưởng niệm cho vụ tấn công.